# Sonderndorfer

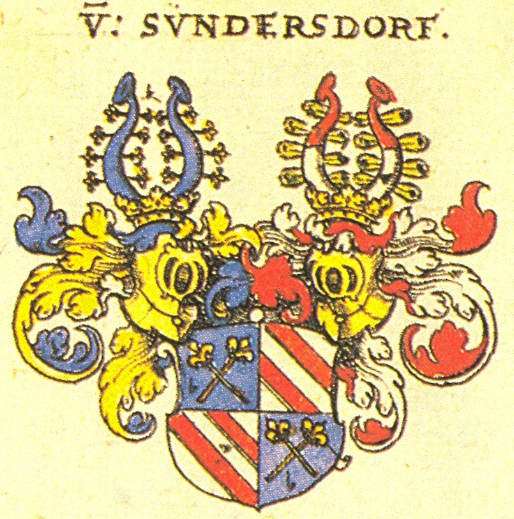
Wappen derer von Sundersdorf, aus Siebmachers Wappenbuch 1605

Die Sonderndorfer (auch Sunderndorfer) waren ein österreichisches Adelsgeschlecht, das ursprünglich zum bayerischen Uradel gehörte.

## Geschichte
Die Herren von Sonderndorf stammen ursprünglich aus Bayern und treten mit Oswald Sonderndorfer „dem Reichen“ bereits 1102 urkundlich auf.
„Sunderndorf“ bedeutet in etwa „südliches Dorf“ und im südlichen Teil von Anzing hatten sie vermutlich bis 1621 ihren Stammsitz. Entsprechend wird der Ortsteil noch heute teilweise als „Unterdorf“ bezeichnet.
Am 31. Mai 1586 kauften die Brüder Paris, Hannibal und Hektor von Sonderndorf zu Kirchberg am Walde das Schloss Illmau in Waldviertel von Pilgrim VIII., Herrn von Puchheim.
Bis 1590 blieb Illmau gemeinsamer Besitz der drei Brüder, danach war Hektor von Sonderndorf († 1616) auf Illmau, Naglitz und Weissenbach alleiniger Besitzer. Er war aktiver Protestant und am 3. Oktober 1608 einer der Unterzeichner des Horner Bundes, zu dem sich die protestantischen Stände in Österreich zur Verteidigung ihrer Rechte gegen Erzherzog Matthias von Österreich zusammenschlossen. Er wurde 1612 in den Freiherrnstand erhoben und erwarb im Jahre 1613 von dem verschuldeten Herrn zu Litschau, Andreas Morakschy das Ungeld und das Landgericht über die Ortschaften Illmau, Engelbrechts, Kautzen, Weißenbach Gastern und Ruders, wodurch die Hochgerichtsbarkeit über die genannten Orte an die Herrschaft Illmau gelangte.
Der Dreißigjährige Krieg führte bereits 1619 zu Einfällen plündernder böhmischer Rebellen unter dem Kommando der Grafen Heinrich Matthias von Thurn und Joachim Andreas von Schlick in das Waldviertel, die allerdings Illmau verschonten, da die Freiherrn von Sonderndorf Protestanten waren. Von 1619 bis 1621 lagerten in der Gegend kaiserliche Truppen aus Ungarn und den Niederlanden, die ärger als die Böhmen hausten, da der lokale Adel protestantisch und daher mit den Böhmen verbündet war. Schloss Illmau und das benachbarte Schloss Taxen wurden daher 1619 von kaiserlichen Truppen geplündert.
Um 1633 verkaufte Hektors Neffe, Johann Friedrich Freiherr von Sonderndorf (1603–1667) Herr auf Illmau, Atzelsdorf, Harras und Mittergrabern, der in Wien das spätere Palais Starhemberg am Minoritenplatz (heute Unterrichtsministerium) besaß, die Herrschaft Illmau an Jonas von Heissberg.
Erasmus Freiherr von Schifer heiratete 1651 Marie Sophie, die Tochter des 1667 ohne männliche Nachkommen verstorbenen Johann Friedrich Freiherrn von Sonderndorf. Mit Diplom vom 9. Februar 1668 wurde ihm die Vereinigung seines Wappens mit dem der Sonderndorfer genehmigt, sein Sohn Siegmund Ernst erlangte 1708 auch die Namensvereinigung als Freiherr von Schifer und Sonderndorf.